# Donne in medicina

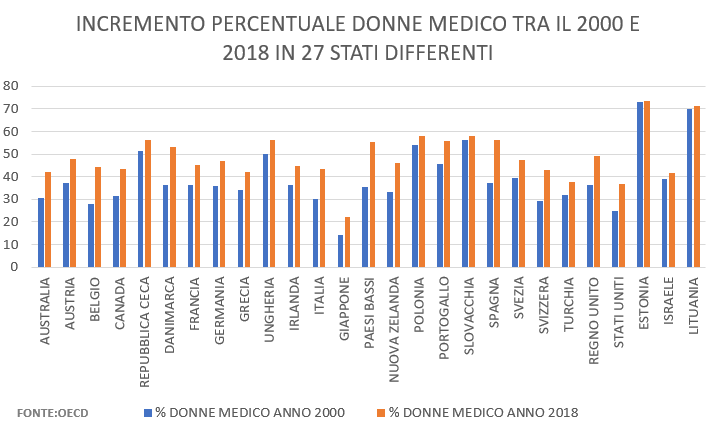
Analisi grafica dell'incremento percentuale delle donne medico avuto sino al 2018 in 27 stati differenti, confrontando i dati con quelli risalenti all'anno 2000. Fonte: OECD

Fin dall'antichità le donne hanno dato il loro contributo alla medicina seppure in un contesto socialmente sfavorito dalla predominanza maschile. È solo intorno alla metà dell’Ottocento che è stato reso possibile l’accesso delle donne alle libere professioni e quindi anche, ufficialmente, alla medicina.
La percentuale di donne medico è aumentata nel tempo, dal 29% nel 1990, al 38% nel 2000 e al 46% nel 2015, dati rilevati dall'Ocse.

## Storia

### Antichità
La prima donna medico della storia nacque in Egitto intorno al 2700 a.C. nell'antica età del bronzo. Il suo nome è Merit Ptah, ovvero "amata da Ptah", il dio della conoscenza. Nella civiltà egizia, così come in quella greco-romana e persiana, le donne godevano di una notevole parità di diritti con gli uomini.
Si ritiene, infatti, che già intorno al 3000 a.C. in Egitto esistessero scuole di medicina come, ad esempio, a Sais ed Eliopoli. Alle porte del tempio di Sais si legge: «Sono venuta dalla scuola di medicina di Eliopoli e ho studiato alla scuola delle donne di Sais, dove le divine madri mi hanno insegnato a curare le malattie».
Fin dalle origini il campo medico prediletto dalle donne è la ginecologia. Nel papiro di Kahun sono state ritrovate le prime diagnosi di gravidanza, l'elenco di svariati modi per cercare di determinare il sesso del nascituro e studi sulla sterilità.  La stessa Cleopatra (Roma nel II sec. a.C.) si interessò alla ginecologia, e compose un trattato intitolato “De Geneticis” ampiamente utilizzato almeno ﬁno al VI sec. a.C., periodo al quale risale, inoltre, il più antico testo medico intitolato "Peri tòn giunaikéion pathòn" ("Delle malattie delle donne") e composto da una donna greca, Metrodora, ginecologa vissuta a Costantinopoli. Nella comunità greco-romana, accanto alla figura del dio Asclepio, poi romanizzato in Esculapio, il dio della medicina, grande notorietà era attribuita anche alle sue figlie: Igea, la salute, Panacea, la personificazione della guarigione universale e onnipotente, ottenuta per mezzo delle piante, Laso, che aveva ereditato dal padre il potere della guarigione, Acheso, che sovrintendeva al processo di guarigione, Meditrina, la guaritrice.
Molti sono i riferimenti alla figura della donna "guaritrice" anche nell'Iliade di Omero dove si parla di Agamede, figlia del re degli Epei, medico che assistette i feriti in battaglia nel campo di guerra troiano, conoscitrice di "quanti farmachi l'ampia terra alimenta".
Omero attribuì anche al personaggio di Elena di Troia competenze "mediche", scrivendo di alcune sue pozioni con effetti curativi. Segue il personaggio di Circe definita come polipharmakos, "quella dalle molte pozioni".
Al di là del mito, nel mondo greco la prima donna medico fu Agnodice Fanostrata (Atene IV-III sec a.C.). La storia racconta che Agnodice decise di travestirsi da uomo per recarsi ad Alessandria a studiare ostetricia con Erofilo, noto medico e anatomista.
In seguito ritornò ad Atene dove continuò ad esercitare la professione medica, sempre travestita da uomo,  fin quando fu scoperta e chiamata in tribunale con l'accusa di molestia nei confronti delle sue pazienti. Al termine del processo le donne che aveva curato intervennero in suo favore. Si dice, infatti, che la legge che proibiva alla donne di accedere alla professione medica fu abolita grazie al loro intervento.
Le donne, a cui inizialmente era proibito l'accesso alla professione medica e alla pratica terapeutica, potevano ora dedicarsi alla cura di soli pazienti di sesso femminile.
Seguono i nomi di altre donne conosciute nell'antichità come "guaritrici" o "curatrici":
- Artemisia II, regina di Caria, conoscitrice di erbe medicinali;
- Mousa di Bisanzio, figlia di Agatocle, ricordata come "iatrina" (donna medico) su una lapide funeraria del II-I secolo a.C. ritrovata a Bisanzio;
- Antiochis di Tlos, figlia del medico Diodoto di Tlos, in Licia nell'odierna Turchia, ricordata per le sue ricerche in ambito della reumatologia, artrite e malattie della milza;
- Elefantide di Lemno conosciuta come ginecologa (citata da Galeno, Plinio il Vecchio, Plinio, Naturalis historia, XXVIII, 23, 81. Sorano di Efeso);
- Plinio il Vecchio scrisse di Salpe di Lemno, esperta "ocularia" (oftalmologa) e di Olimpia di Tebe, ginecologa;
- Epitaffio di Pantheia, curatrice (II sec. d.C.);[9]

Nel mondo romano, invece, ritroviamo poche notizie riguardo all'esistenza di donne medico, nonostante grande importanza venisse attribuita dalle donne alla cura del corpo; basti pensare, ad esempio, alle Terme e all'istruzione. Sono poche, infatti, le iscrizioni che testimoniano l'accesso delle donne al sapere medico. Ritroviamo, ad esempio, la figura di Naevia Clara, moglie di un "medicus chirurgus", detta medica philologa, cioè donna colta e preparata in ambito medico.
Lo stesso Galeno avrebbe lavorato con Antiochis, specializzata nelle artriti e nella malattie della milza.  Inoltre lo scrittore latino Scribonio, nel trattato "De composizione medicamentorum", fece riferimento ad alcune figure della famiglia imperiale come esperte in farmaci e cure, quali Messalina, terza moglie di Claudio, Livia, moglie di Augusto, Ottavia, sorella di quest'ultimo e infine Giulia, sua figlia.
Tuttavia la figura della donna rimase sempre nell'ombra di quella maschile, come testimonia il poeta latino del IV sec, Ausonio, il quale raccontò della zia materna, Aemilia Hilaria, come "virgo devota", una donna che in ambito medico era capace quasi quanto un uomo.
I termini utilizzati nella società romana per indicare i ruoli svolti dalle donne in ambito medico sono diversi:
- obstetrix, l'ostetrica;
- ocularia, l'oculista;
- iatromea, esperta di pozioni ed unguenti;
- medica.[9]

### Medioevo
Durante il Medioevo uno dei centri culturali per eccellenza in cui si sviluppò l'arte medica fu il monastero. Una delle figure più emblematiche in questo contesto fu quella di Santa Ildegarda (1098-1179). La medicina ildegardiana è una medicina preventiva basata sulla dieta e sul giusto stile di vita. Secondo Ildegarda, infatti, il corpo è lo specchio dell’anima e le malattie sono sinonimo di vizi, dunque un morbo non è un peso ma un’occasione per poter rinascere al meglio diventando un uomo nuovo.

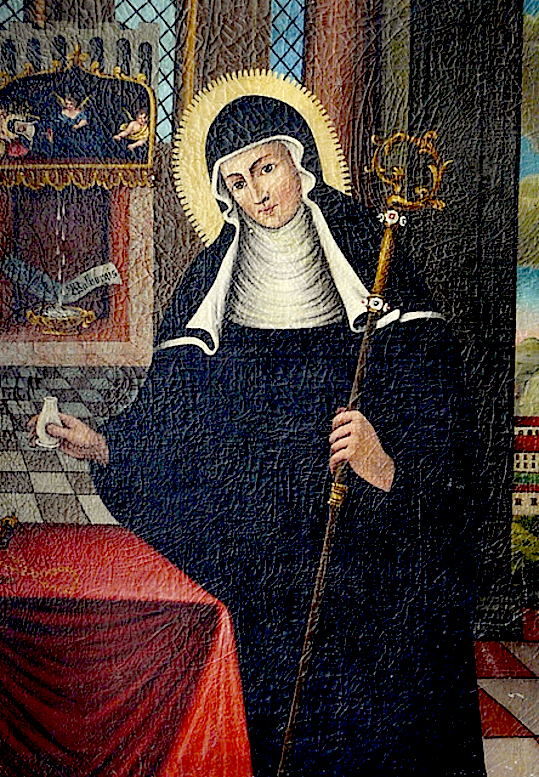
Santa Valpurga di Heidenheim

Durante questo periodo, però, la maggior parte delle donne medico non lasciò traccia nei documenti ufficiali e poche raggiunsero il prestigio di Santa Ildegarda, ma è facile pensare che ci fossero altre figure che prestavano servizio in ospedale come infermiere e guaritrici.
In Germania, ad esempio, sono state ritrovate delle raffigurazioni di Santa Valpurga (710-779), una donna anglosassone vissuta nel territorio tedesco dove studiò medicina, in cui veniva rappresentata con una fiaschetta di urina in una mano e delle bende nell’altra.
Contrariamente alle ipotesi comuni secondo cui le donne praticassero unicamente ostetricia, studi recenti suggeriscono che i loro interessi si estendevano dalla medicina generale alla chirurgia.
Tuttavia nel corso del XIV secolo le leggi che regolavano la pratica medica divennero più rigide e restrittive, infatti, coloro i quali non avevano una licenza ufficiale erano multati o scomunicati per il non rispetto delle regole. In questo modo molte figure che si presero cura dei malati nel corso del Medioevo rimasero in anonimato e vennero citate solo quando non rispettavano la legge.
Ciò accadde a Parigi nel 1322 dove cinque donne furono processate per aver praticato medicina senza licenza: otto pazienti testimoniarono a favore di una di queste, Jacqueline Felicie de Almania, sostenendo che erano stati guariti dopo che medici regolari avevano fallito. Nonostante il preside e la facoltà di medicina dell’università di Parigi abbiano riconosciuto la sua abilità, hanno affermato che la medicina era un’arte che doveva essere imparata attraverso i testi e non poteva essere appresa empiricamente, dunque decisero di scomunicarla insieme alle altre donne.
Sono stati comunque ritrovati dei documenti risalenti al tredicesimo e al quattordicesimo secolo dove alcune donne avevano ottenuto la licenza per poter professare l’arte medica; malgrado ciò la pratica era spesso limitata a malattie che colpivano il genere femminile. Ad esempio, una legge spagnola del XIV secolo proibiva alle donne di praticare medicina o prescrivere farmaci fatta eccezione per la cura di donne e bambini.
In generale i documenti medievali relativi alle donne medico sono rari, ma gli studiosi sono riusciti a trovare alcuni esempi di donne che avevano persino ottenuto il titolo di “magistra”. Caso più emblematico fu quello di Trotula de Ruggiero presso la scuola medica salernitana.
Secondo alcune fonti, Trotula insegnò, scrisse e praticò la medicina durante il XII secolo. Nei suoi scritti tratta nozioni di ginecologia, ostetricia e cosmetici, inoltre fornisce consigli sull’igiene femminile, problemi mestruali, infertilità e farmaci per regolare il ciclo mestruale.
Oltre Trotula de Ruggiero molte altre donne furono ammesse a frequentare la scuola medica salernitana e in alcuni casi ne divennero anche docenti, ricordiamo Abella di Castellomata, Rebecca Guarca, Mercuriade, Costanza Calenda. Inoltre dall’archivio Angioini si evince che furono ben 24 le donne chirurgo che studiarono presso la scuola campana; nonostante ciò nessuna di loro venne definita esplicitamente litterata.
Come sostiene anche la storica Patricia Skinner, il regno di Napoli era una delle poche aree dove era permesso alla donne praticare l’arte medica, tuttavia in molti registri nazionali vengono riportati i nomi di alcune terapeute.
Nel territorio fiorentino emergono quattro nomi certi e due probabili di donne regolarmente immatricolate; nel territorio di Siena tra il 774 e il 1555 è stata verificata l’esistenza di 550 donne che praticavano medicina; da Pistoia giunge memoria di una donna che “medicò a Frate Roberto da Firenze locapo”.
A Bologna solo nel 1436 si riscontra una figura femminile certificata nell’ambiente medico: Dorotea Bocchi, che subentrò al padre come professoressa di Filosofia all’Alma Mater. A Venezia operarono con certezza sei donne nel corso del XIV secolo; una di esse, Margherita, moglie del chirurgo Menego di S. Fosca, fu multata per aver medicato molte persone senza autorizzazione, successivamente però venne assolta dal Maggior Consiglio e le fu concessa la licenza per esercitare liberamente.

### Età moderna
All’inizio dell’età moderna, la donna è sopraffatta da una forte discriminazione di genere che si traduce nella completa esclusione dalla pratica medico-chirurgica.
Sono diverse le figure che hanno completamente rivoluzionato la medicina ed il ruolo della donna nel corso degli anni: prima tra tutte Mary Wortley Montagu, coraggiosa lady inglese che nella prima metà del Settecento condusse notevoli e importanti esperimenti sul vaiolo, decisivi all'elaborazione del processo di variolizzazione che divenne da subito un salvavita per migliaia di persone.
Lady Mary non fu importante solo dal punto di vista medico-sanitario ma, in particolare, per la battaglia volta a favore dell’emancipazione femminile.
Nel contesto italiano, presso l'Università di Bologna, ci furono diversi casi eccezionali legati a donne particolarmente brillanti che riuscirono ad emergere nel panorama scientifico del paese. Prima fra tutte Laura Bassi, ammessa all'Accademia delle Scienze all'età di soli ventuno anni e diventata poi docente di fisica e anatomia presso lo stesso ateneo.

A seguirla furono Anna Morandi, divenuta famosa poi per la realizzazione di diversi modelli anatomici, e Maria Dalle Donne che concentrò i suoi studi sulla sfera dell'ostetricia e delle malattie ginecologiche.

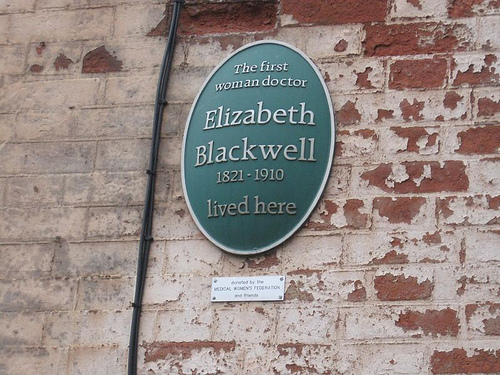
Prima casa di Elizabeth Blackwell a Bristol

La prima donna a ricevere la Laurea in Medicina e Chirurgia, seppur in maniera indiretta presso l’Università di Edimburgo, fu, nel 1812, Miranda Barry, anche conosciuta come James Barry.
Dopo la morte, si scoprì la vera identità del noto chirurgo militare, ovvero una timida signora inglese che decise di travestirsi da uomo per tutta la sua vita pur di poter esercitare la professione medica, vietata fino a quel momento al genere femminile, e di salvare centinaia e centinaia di donne mediante la tecnica del parto cesareo.
Successivamente, verso la fine dell’Ottocento, le donne furono ammesse al percorso di studi medici seppur, in certi casi, in maniera difficoltosa e strettamente correlata alle caratteristiche sociali e geografiche.

La prima a ricevere ufficialmente la Laurea in Medicina e Chirurgia fu Elizabeth Blackwell, il 23 gennaio 1849, dopo aver seguito i corsi della Geneva Medical College nello Stato di New York. La giovane donna proveniva da una famiglia britannica profondamente attiva nella lotta all'abolizione della schiavitù e favorevole all'emancipazione femminile. 

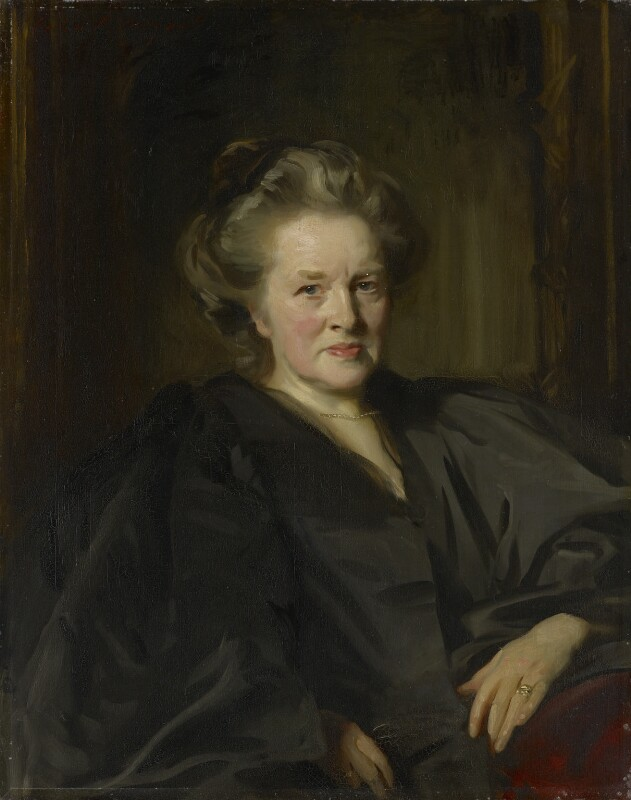
Elizabeth Garret Anderson

La brillante pioniera, pur di coronare il suo sogno più ambito e maturato in seguito alla morte di una sua cara amica, mandò ben 17 richieste di ammissione presso diverse università americane di cui solo una con riscontro positivo presso il Geneva Medical College dello stato di New York, dove conseguì la laurea nel 1849 diventando così la prima donna medico dell'età moderna.
Successivamente, Elizabeth ottenne l’offerta di ammissione all’ospedale La maternitè per partorienti e, nel maggio del 1850, fu ammessa al St. Bartholomew’s Hospital. Per garantire maggior assistenza medica a donne e ai bambini più bisognosi, decise poi di istituire una nuova struttura sanitaria, il New York Infirmary for Indigent Women and Children (1857), fondò la London School of Medicine for Women nel 1875 dove ottenne, in seguito, la cattedra in Ginecologia.
Sul suolo europeo, in particolare nell’area anglosassone, si iniziarono ad evidenziare alcune similitudini e differenze tra i due generi in ambito professionale come, ad esempio, la classe sociale e il profitto scolastico (superiori per le donne), la scelta della specializzazione e il reddito lavorativo (più alto per gli uomini).
A tal proposito, è necessario citare Elizabeth Garret Anderson, la quale, alla morte di Miranda Barry, aveva già concluso gli studi di infermieristica e completava quelli di anatomia e chirurgia. Evento emblematico ebbe luogo nel giugno del 1861 quando un illustre docente pose agli studenti delle domande a cui solo Elizabeth seppe rispondere e per questo bandita dall’aula.
Ancora una volta, il ruolo della donna medico rimase ancorato alla visione matriarcale della figura femminile a cui ad essa erano associate specializzazioni generalmente accettate come “femminili”, poco competitive e con orari di lavoro regolari. Elizabeth riuscì, anche grazie all'aiuto di Sophia Jex-Blake, ad introdurre la donna nella pratica ospedaliera inglese influenzando quindi tutto il contesto europeo.
Si citano inoltre:
- Emily Stowe prima donna a praticare la medicina in Canada e sua figlia Augusta Stowe-Gullen, prima donna ad essersi laureata in medicina in un'università canadese, la Toronto School of Medicine[26]
- Marie Zakrzewska, prima donna tedesca laureatasi in Medicina e Chirurgia negli Stati Uniti d'America (1857)
- Nadejda Souslova, prima donna medico russa (1867)
- Madeleine Brès, prima francese ad ottenere la laurea presso la facoltà di Medicina parigina con una tesi sull'allattamento al seno (1875)[27]

## Il contributo delle donne nel contesto medico italiano
Nel 1877 Ernestina Paper concluse i suoi studi in medicina presso l'Istituto di Studi Superiori Fiorentino, diventando così la prima laureata donna in medicina della storia italiana. Sebbene la sua terra natale fosse la Russia, Ernestina si ritrovò in Italia perché costretta a causa delle molte restrizioni che nella società dell’epoca colpivano tutto il mondo femminile.

Nella sua nazione di origine non era consentito l’accesso alle università da parte delle studentesse: ciò portò la neo-dottoressa Paper a non limitarsi a lasciare il suo contributo soltanto nella sfera medica, aprendo in Italia uno studio medico impegnato nella cura delle malattie di donne e bambini, ma anche nella lotta per l’emancipazione del mondo femminile, facendo sì che venisse costruito, nella città di Firenze, un liceo femminile. 

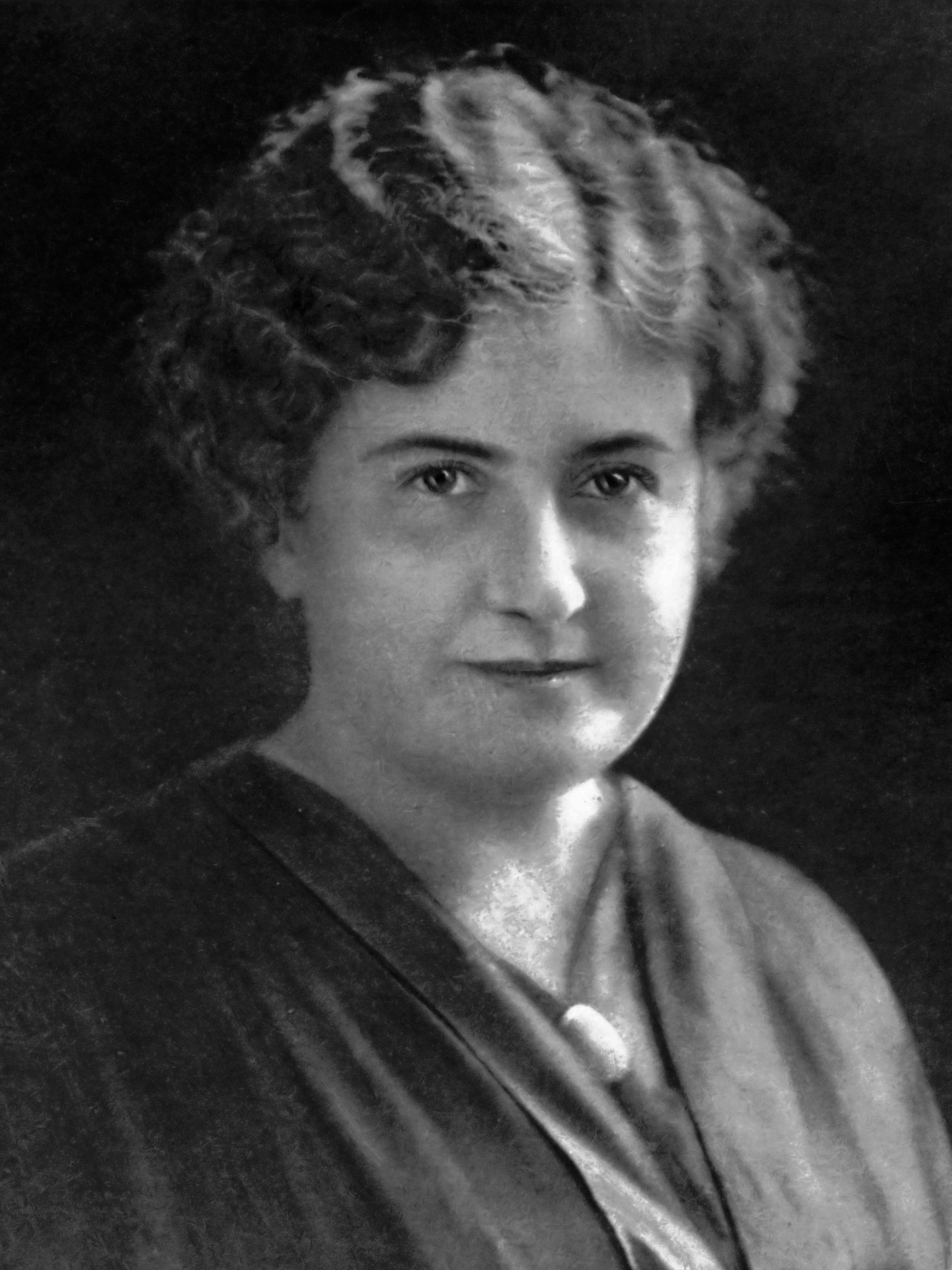
Maria Tecla Artemisia Montessori, 1870-1952

Maria Montessori, laureatasi nel 1896 con specializzazione in psichiatria, è conosciuta come colei che rivoluzionò la pedagogia a livello mondiale. Iniziò la sua carriera, infatti, dedicandosi alla cura ed assistenza di bambini affetti da problemi psichici, scegliendo, in seguito, di concentrare tutte le sue ricerche sull’educazione del bambino. È con la pubblicazione del libro “Il metodo della pedagogia scientifica” che il suo nome divenne famoso in tutto il mondo.
Anna Kuliscioff, donna russa laureatasi in medicina a Napoli nel 1887, verrà definita la "dottora dei poveri" per le cure prestate nei quartieri operai di Milano grazie anche all'aiuto di Camillo Golgi.
Conosciuta e appellata come "l'uomo forte del socialismo italiano" per il ruolo decisivo assunto nel partito socialista tanto da essere apprezzata dallo stesso Mussolini.
Ad ispirarsi al modello della Kuliscioff furono molte donne come, ad esempio, Gina Lambroso, spinta sia dal desiderio di collaborare con il padre, anche lui medico, che per ricerca di una propria identità e indipendenza materiale.
Anna Maria Gavazzi, nipote di Anna Kuliscioff, studiò prima ingegneria, poi passò a medicina. Di origine lombarda, divenne presidente del circolo femminile milanese della Federazione universitaria cattolica italiana.
Entrò poi a far parte del consiglio direttivo dell'Associazione nazionale fascista dottoresse in medicina e chirurgia. Nel 1938 decise di dedicarsi alla vita monacale, cambiando il suo nome in suor Maria Angela.

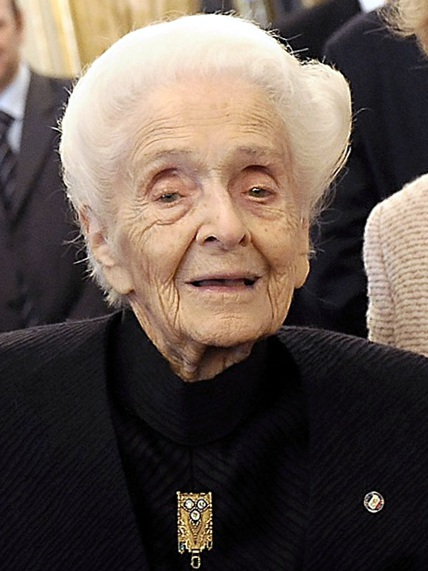
Rita Levi Montalcini

Rita Levi Montalcini è stata una figura cardine del mondo medico femminile e la prima donna italiana a ricevere il premio Nobel. Dopo la seconda guerra mondiale si trasferì negli Stati Uniti, precisamente presso la Washington University.
Proprio qui, durante i suoi studi, scoprì una molecola proteica chiamata “NGF” legata alla attività di determinati neuroni nel sistema nervoso periferico e del cervello, scoperta che la portò ad ottenere, nel 1986, il premio Nobel.
Ida Bianco Silvestroni è stata, insieme con il marito Ezio Silvestroni, tra i pionieri nel campo della medicina preventiva, dedicandosi allo studio della talassemia e definendo il morbo microcitemia, intuendo che la causa primaria di tale patologia provenisse dalla macrocitosi.
Myra Carcupino Ferrari condusse i suoi studi a Parma, Milano e Parigi per poi diventare docente di ostetricia e ginecologia all'Università di Parma.  Divenne fondatrice e presidente dell'Associazione italiana dottoresse in medicina e chirurgia.
Nel 1922 partecipò al Congresso di Ginevra della Mwia, durante il quale presentò una relazione sulle donne medico in Italia e sul traffico degli stupefacenti. Ad accompagnarla in questo evento fu la sua più stretta collaboratrice Clelia Lollini, tisiologa di fama internazionale, che espose sul tema della lotta condotta dalle donne contro le malattie veneree.

Seguì due anni dopo un dibattito sulla tubercolosi e la gravidanza al congresso della Mwia a Praga e nel 1932, a Vienna, sulla protezione delle lavoratrici dal punto di vista dell'igiene. 

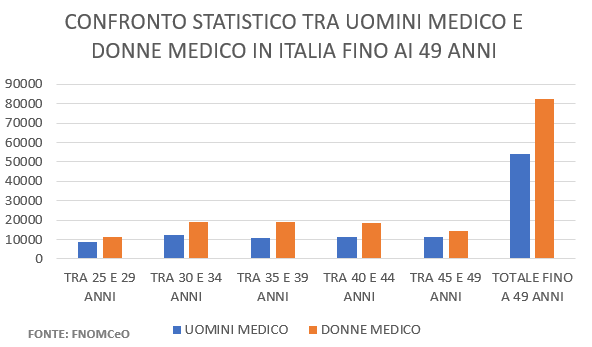
Analisi grafica dell'incremento percentuale delle donne medico in Italia. Fonte: FNOMCeO

Visse inoltre la tragica esperienza della seconda guerra mondiale, al termine della quale trascorse del tempo in Libia per occuparsi della diffusione delle norme igieniche tra le donne arabe.
- Giuseppina Pastori fu la prima vincitrice della borsa di studio Wasserman, bandita dall'Aidmc, di cui assunse la guida nel 1947. Nel 1921 si laureò in medicina all'Università di Pavia e poco dopo entrò nel laboratorio di istologia diretto da Camillo Golgi. Si affermò anche come donna attiva politicamente, quando si espose a favore della politica demografica del governo italiano durante il congresso di Stoccolma della Mwia nel 1934, al quale partecipò in veste di delegata dell'Associazione nazionale fascista delle dottoresse in medicina e chirurgia.[36]

Seguono altre figure femminili che hanno rivoluzionato il contesto medico italiano:
- Giulia Bonarelli, prima donna medico di Ancona, che, sempre affiancando il marito, lo psichiatra Gustavo Modena, si laureò a Bologna nel 1916, dopo aver svolto studi in Germania e quindi specializzandosi in neurologia in Francia alla Salpêtrière, quindi rientrando in Italia dove lavorò nell'ospedale militare fatto aprire dal marito all'interno del manicomio di cui egli era nel frattempo diventato direttore e che progressivamente ampliò e trasformò in centro neurologico.
- Luisa Ancona, capitano medico della Sanità militare durante la Prima guerra mondiale e consigliere dell'Associazione Italiana donne medico insieme con Adele Cappelli
- Maria Jolanda Dalai, presidente dell'Associazione italiana donne medico nel 1967;
- Amalia Moretti Foggia, conosciuta per lo più per le sue rubriche giornalistiche di divulgazione scientifica e di cucina;
- Moretti Foggia, mantovana tra le prime donne medico in Italia, collaborò con Augusto Murri e si specializzò in pediatria a Firenze;
- Valentina Zambra, prima donna medico del Trentino, prese parte alla prima guerra mondiale, dove prestò soccorso negli ospedali militari austriaci tanto da fare del suo cognome un acronimo per un motto patriottico (Zitti Austria Muore Bella Risorge Ausonia).[37]

Ad oggi in Italia la situazione si sta capovolgendo: sulla totalità dei medici fino ai 49 anni di età, le donne risultano essere circa il 60%.